# Harley Jessup
Harley William Jessup (* 1954 in Corvallis, Oregon) ist ein US-amerikanischer Szenenbildner und Spezialeffektkünstler.

## Leben
Jessup besuchte die Oregon State University und schloss diese mit dem Bachelor of Fine Arts in Grafikdesign ab. Anschließend machte er seinen Master an der Stanford University. Danach arbeitete er als Animator für das Fernsehen, bis er eine Anstellung bei Lucasfilm erhielt, und unter anderem an Die Ewoks – Karawane der Tapferen arbeitete, wofür er mit den Emmy ausgezeichnet wurde. 1986 wechselte er zu Industrial Light & Magic. Dort arbeitete er an den visuellen Effekten von Joe Dantes Die Reise ins Ich, und wurde hierfür mit dem Oscar ausgezeichnet. Eine weitere Oscar-Nominierung erhielt er 1992 für Steven Spielbergs Hook.
Harley verließ 1994 Industrial Light & Magic und arbeitete für Disneys James und der Riesenpfirsich. 1996 erhielt er eine Festanstellung bei Pixar, wo er Storyboards für Das große Krabbeln erstellte. In der Folge arbeitete er an Die Monster AG und Ratatouille, für letzteren wurde er 2008 mit dem Annie Award ausgezeichnet.

## Filmografie (Auswahl)

### Szenenbild
- 1996: James und der Riesenpfirsich (James and the Giant Peach)
- 2001: Die Monster AG (Monsters, Inc.)
- 2007: Ratatouille
- 2011: Cars 2

### Ausstattung
- 1985: Oz – Eine fantastische Welt (Return to Oz)
- 1986: Howard – Ein tierischer Held (Howard the Duck)
- 1989: Das dreckige Spiel (True Believer)
- 1998: Das große Krabbeln (A Bug's Life)
- 2009: Oben (Up)

### Visuelle Effekte
- 1987: Die Reise ins Ich (Innerspace)
- 1989: Ghostbusters II
- 1990: Joe gegen den Vulkan (Joe Versus the Volcano)
- 1990: Jagd auf Roter Oktober (The Hunt for Red October)
- 1991: Hook
- 1992: Der Reporter (The Public Eye)

### Dekorationsbau
- 1983: Twice Upon a Time
- 1984: Die Ewoks – Karawane der Tapferen (The Ewok Adventure)

## Auszeichnungen
- 1985: Emmy für Star Wars: Ewoks – Karawane der Tapferen
- 1988: Oscar für Die Reise ins Ich
- 1988: Saturn-Award-Nominierung Die Reise ins Ich
- 1992: Oscar-Nominierung für Hook